# Камили, Лирим
Лирим Камили (макед. Lirim Qamili; род. 4 июня 1998, Глоструп, Копенгаген) — северомакедонский футболист, нападающий клуба «Сённерйюск» и сборной Северной Македонии.

## Клубная карьера
Камили — воспитанник клубов «Глоструп», «Фрем» и «Видовре». 5 августа 2018 года в матче против «Фремад Амагер» он дебютировал в Первой лиге Дании в составе последних. В этом же поединке Лирим забил свой первый гол за «Видовре». В 2020 году Камили перешёл в «Хорсенс». 13 сентября в матче против «Раннерс» он дебютировал в датской Суперлиге. 3 марта в поединке против «Ольборга» Лирим забил свой первый гол за «Хорсенс». В 2023 году игрок вернулся в «Видовре», где выступал на протяжении двух сезонов.
Летом 2024 года Камили перешёл в «Сённерйюск». 11 августа в матче против «Копенгагена» он дебютировал за новую команду. 24 августа в поединке против «Мидтьюлланна» Лирим забил свой первый гол за «Сённерйюск».

## Международная карьера
25 марта 2024 года в товарищеском матче против сборной Черногории Каиили дебютировал за сборную Северной Македонии. 10 октября в поединке Лиги Наций против сборной Латвии Лирим забил свой первый гол за национальную команду.

### Голы за сборную Северной Македонии
| # | Дата            | Место                | Противник | Счёт | Результат | Соревнование         |
| - | --------------- | -------------------- | --------- | ---- | --------- | -------------------- |
| 1 | 10 октября 2024 | Сконто, Рига, Латвия | Латвия    | 0:2  | 0:3       | Лига наций 2024/2025 |